# Comandante Fontana
Comandante Fontana é uma cidade argentina localizada na província de Formosa. E a capital do departamento de Patiño.